# Pytheas (cratère)

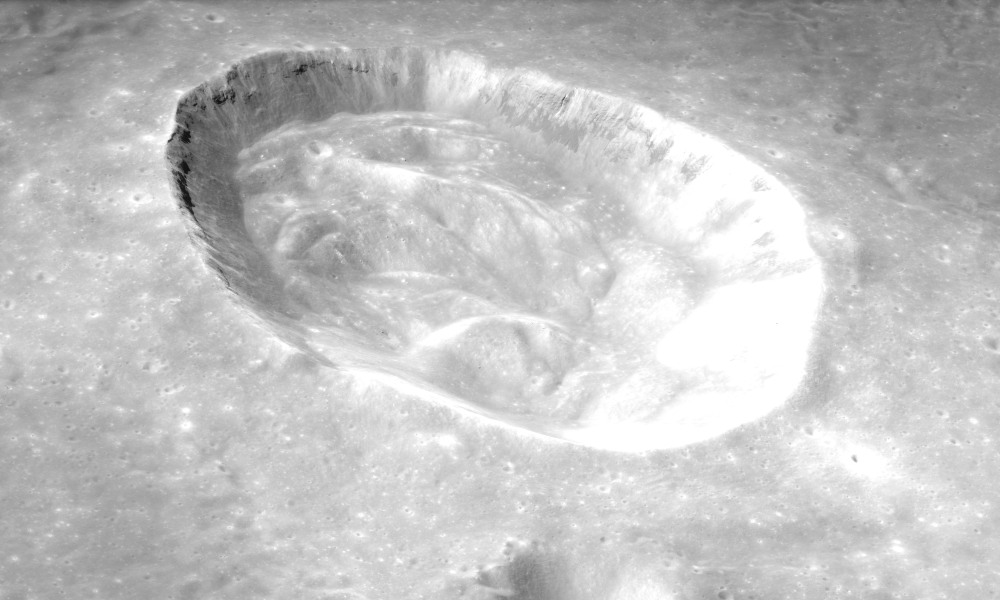
Vue oblique depuis Apollo 15, face au sud.

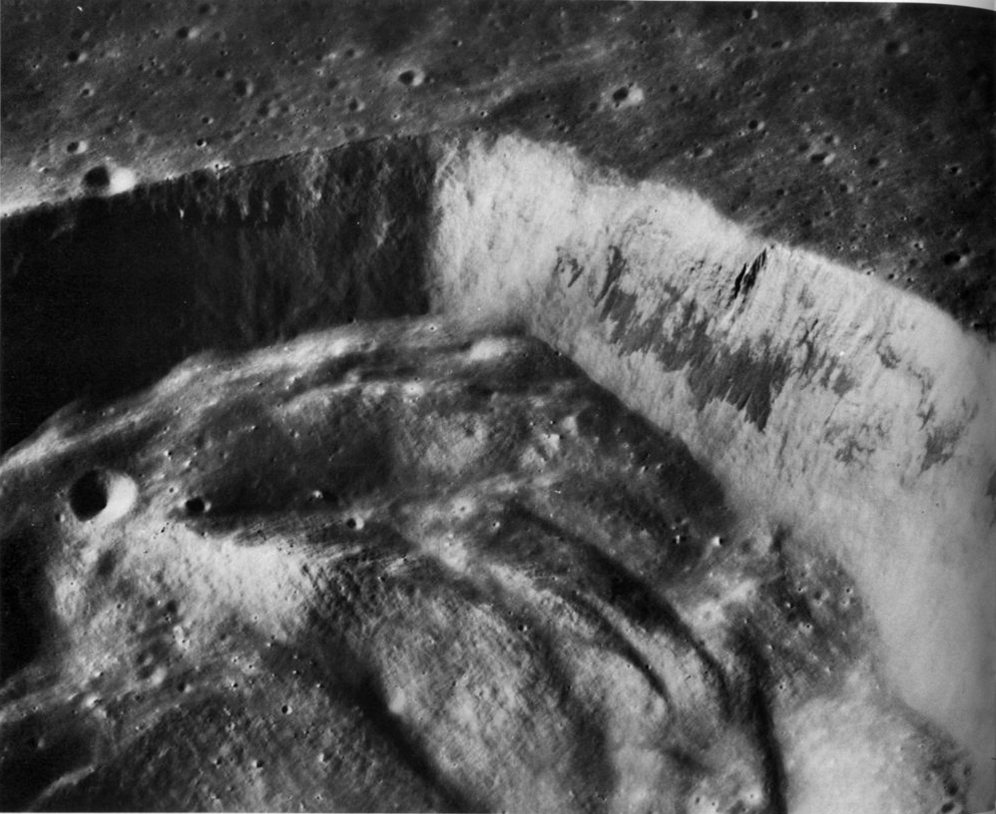
Gros plan sur le mur sud du cratère Pytheas par Apollo 17.

Pytheas est un petit cratère d'impact lunaire situé sur la partie sud de la Mer des Pluies, au sud du cratère Lambert. Il est nommé d'après le navigateur et géographe grec ancien Pythéas,.
Il a un bord nettement défini, un rempart extérieur bosselé et un intérieur irrégulier en raison d'un affaissement ou d'un repli. Un petit cratère se trouve le long de l'extrimité extérieur nord, et un cratère similaire environ 20 km à l'ouest. Le cratère possède une petite structure rayonnée qui s'étend sur un rayon d'environ 50 kilomètres. Il est entouré d'une mer lunaire recouverte de rayons provenant du cratère Copernic, situé plus au sud.

## Cratères satellites
Par convention, ces caractéristiques sont identifiées sur les cartes lunaires en plaçant la lettre sur le côté du point médian du cratère le plus proche de Pytheas.
| Pytheas | Latitude | Longitude | Diamètre |
| ------- | -------- | --------- | -------- |
| A       | 20,5° N  | 21,7° O   | 6 km     |
| B       | 17,5° N  | 19,4° O   | 4 km     |
| C       | 18,8° N  | 19,1° O   | 4 km     |
| D       | 21,1° N  | 20,5° O   | 5 km     |
| E       | 18,1° N  | 19,0° O   | 4 km     |
| F       | 16,5° N  | 19,1° O   | 5 km     |
| G       | 21,6° N  | 17,7° O   | 4 km     |
| H       | 20,5° N  | 16,5° O   | 3 km     |
| J       | 21,6° N  | 21,1° O   | 3 km     |
| K       | 19,9° N  | 16,2° O   | 2 km     |
| L       | 18,6° N  | 16,9° O   | 3 km     |
| M       | 19,9° N  | 17,7° O   | 3 km     |
| N       | 22,5° N  | 20,5° O   | 3 km     |
| U       | 21,7° N  | 19,4° O   | 3 km     |
| W       | 21,7° N  | 23,7° O   | 3 km     |